# Kailangan Ko'y Ikaw
Kailangan Ko'y Ikaw é uma telenovela filipina exibida em 2013 pela ABS-CBN. Foi protagonizada por Robin Padilla e Anne Curtis com atuação antagônica de Kris Aquino.

## Elenco
- Kris Aquino - Roxanne Manrique-Dagohoy
- Anne Curtis - Ruth Manrique
- Robin Padilla - Gregorio "Bogs" Dagohoy
- Tirso Cruz III - Rodrigo Manrique
- Gloria Sevilla - Esther Dagohoy
- Ian Veneracion - Redentor "Red" Manrique
- Smokey Manaloto - Pogi Kho
- Emilio Garcia - Loro
- Karla Estrada - Apple Puno
- Laureen Uy - Esmy
- Miles Ocampo - Precious Dagohoy
- Marco Gumabao - Ian
- Xyriel Manabat - Cherish Dagohoy